# La Nuit des chauves-souris
Pour les articles homonymes, voir Bats.
Pour plus de détails, voir Fiche technique et Distribution.
La Nuit des chauves-souris (Bats) ou Bats: La Nuit des Chauves-Souris au Québec est un film américain réalisé par Louis Morneau, sorti en 1999.

## Synopsis
Des personnes meurent dans une petite ville du Texas et les habitants accusent les chauves-souris. Ils appellent donc un nyctérologue qui leur révèle que les chauves-souris travaillent en groupe. Leur refuge doit être trouvé et détruit avant qu'il ne soit trop tard.

## Fiche technique
- Titre : La Nuit des chauves-souris
- Titre original : Bats
- Réalisation : Louis Morneau
- Scénario : John Logan
- Production : Bradley Jenkel, Louise Rosner, Brent Baum, John Logan, Dale Pollock et Steven Stabler
- Société de production : Destination Films
- Sociétés de distribution : Columbia TriStar, Sony Pictures Entertainment
- Budget : 6,5 millions de dollars (4,9 millions d'euros)
- Musique : Graeme Revell
- Photographie : George Mooradian (de)
- Montage : Glenn Garland
- Décors : Philip Duffin
- Costumes : Alexis Scott
- Pays d'origine : États-Unis
- Format : Couleurs - 2,35:1 - DTS-ES / Dolby Digital EX - 35 mm
- Genre : Horreur, science-fiction et thriller
- Durée : 91 minutes
- Dates de sortie : 22 octobre 1999 (États-Unis), 23 février 2000 (France), 21 juin 2000 (Belgique)
- Film interdit aux moins de 12 ans lors de sa sortie en France

## Distribution
- Lou Diamond Phillips (VF : Julien Kramer ; VQ : Louis-Philippe Dandenault) : le shérif Emmett Kimsey
- Dina Meyer (VF : Marjorie Frantz ; VQ : Christine Séguin) : le docteur Sheila Casper
- Bob Gunton (VF : Michel Castelain ; VQ : Luis de Cespedes) : le docteur Alexander McCabe
- Leon Robinson (VF : Frantz Confiac ; VQ : Benoit Éthier) : Jimmy Sands
- Carlos Jacott (VF : Jérôme Rebbot ; VQ : Sébastien Dhavernas) : le docteur Tobe Hodge
- David McConnell (VF : Olivier Jankovic) : le député Wesley Munn
- Marcia Dangerfield (VF : Thamila Mesbah) : le maire Amanda Branson
- Oscar Rowland : le docteur Swanbeck
- Tim Whitaker : Quint
- Juliana Johnson : Emma
- James Sie : le sergent James
- Ned Bellamy : le major Reid
- George Gerdes : Chaswick
- Joel Farar : le barman

## Autour du film
- Le tournage s'est déroulé à American Fork (l'école, la morgue et le bureau du shérif), Magna (scènes de rue, magasins) et Park City (la mine), dans l'Utah.
- Les scènes avec les avions de l'USAF proviennent du film L'Aigle de fer 2 (1988).

## Bande originale
- If Love Is A Red Dress (Hang Me In Rags), interprété par Maria McKee
- People In Texas Like To Dance, interprété par Johnny Carroll
- One Less Fool, interprété par The Souvenirs
- Don't Let The Doorknob Hit Ya, interprété par Chris Anderson
- Fury!, interprété par Los Straitjackets
- Excerpts from "Lucia Di Lammermoor", interprété par Montserrat Caballé et José Carreras